# Gancho comercial
El gancho comercial o gancho publicitario es una técnica utilizada por empresas para la captación de clientes potenciales. Consiste en publicitar ofertas con precios de mercado por debajo de la media con el objetivo de llamar la atención del cliente y provocar una visita al establecimiento de la empresa.
Por norma general, dichas ofertas suelen estar basadas en artículos de stock muy limitados, de forma que la mayor parte de los consumidores que optan por acercarse a la empresa no consiguen encontrar el artículo publicitado como «gancho». Una vez conseguida la visita del cliente, la empresa suele programar la estrategia de mercadotecnia en torno al producto publicitado, de manera que el consumidor pueda localizar fácilmente alternativas al producto publicitado originalmente. No obstante, estos productos estratégicamente situados suelen poseer un precio ligeramente más elevado al publicitado, cuya oferta directa no hubiera captado la atención del consumidor de la misma forma que lo hizo el producto «gancho».
Este término también puede aplicar para las «tiendas gancho» o «tiendas ancla»; el efecto es el mismo que con los productos: se genera más tráfico de gente a cierto lugar por visitar una tienda gancho o ancla y otras tiendas pueden aprovecharse de los consumidores en potencia que visitan este lugar.
La asociación de consumidores advierte de excesiva utilización de esta estrategia de mercadotecnia, especialmente en los periodos comerciales definidos como «rebajas».

## Acontecimientos
Una excesiva aplicación de esta estrategia y un infortunio estructural provocaron un importante accidente en una empresa andaluza de mobiliario doméstico. El 3 de febrero de 2000, la empresa Muebles Peralta publicitó mediante folletos de propaganda una oferta de 46 sillones valorados en 234 €, rebajados a 18 €. Dicha oferta provocó que la afluencia de clientes aumentara en busca del producto ofertado, con una visita de más de 200 personas en las primeras horas de la mañana. El edificio, de muy antigua construcción, no soportó el inusual peso al que se vio sometido por la afluencia de clientes, produciendo así que el suelo de la primera planta cediera, haciendo caer a las víctimas a 4 metros de altura. Esta catástrofe causó 180 heridos y cuatro fallecimientos.